# Bazar
Bazar je tržnica, ki je lahko zidana in pokrita. Na Bližnjem vzhodu in severni Afriki se tako imenuje trgovska in obrtna četrt v mestih. Beseda izvira iz perzijske besede bāzār.